# Mike Godwin
Mike Godwin (Houston, 26 ottobre 1956) è un avvocato statunitense noto per la legge di Godwin.
Legale della Wikimedia Foundation dal 2007 al 2010, ha inoltre fatto parte del consiglio di amministrazione dell'OSI.